# Гобиль, Антуан
Антуан Гобиль (кит. Сун Цзюньюн; 1689—1759), иезуит, католический миссионер в Китае.

## Биография
В июне 1722 г. приехал в Кантон, был миссионером в Пекине, преподавал в с школе латыни языка при Лифаньюане (Коллегии иностранных дел), сменив на этом посту её основателя Д. Парренена (1665—1741). В 1742—1748 гг. — начальник французской коллегии ордена иезуитов в Пекине. Руководил работой обсерватории, построенной на территории французской миссии в 1754 г. Несмотря на гонения на иезуитов, начавшиеся в годы правления императора Юнчжэна (1723—1735), пользовался покровительством последнего благодаря познаниям в различных областях европейской науки.
Состоял в переписке с рядом западноевропейских и российских научных обществ и ученых, напр. с Г. З. Байером (1694—1738), Ж. Н. Делилем (1688—1768), Н. Фрере (1688—1749). За достижения в изучении астрономии и ботаники, а также за продвижение знаний о китайской науке и культуре в Европе избран членом Парижской АН, Лондонского королевского общества, иностранным почётным членом С.-Петербургской АН (1739).
Развил и переработал проект картографирования всей территории Китая, созданный его предшественниками-иезуитами. Первым из европейцев картографировал и дал описания архипелага Лиу-Киу и о-ва Формоза. Оказывал разностороннюю помощь дипломатическим представителям России при организации и ведении российско-китайских переговоров, проявил себя одарённым переводчиком.
Перевёл с китайского и маньчжурского языков такие произведения китайской классики, как «И цзин», «Ли цзи» и «Шу цзин» (совместно с французским ориенталистом Ж. Дегинем (1721—1800)).
Исследовал религиозную ситуацию в период правления династии Тан, в частности подробно остановился на характеристике иудейской и восточно-сирийской общин. Ему также принадлежат: «Описание Пекина», исследования по китайской астрономии, математике и особенностям составления хронологии, исторический очерк о еврейской общине в Китае.
Похоронен на французском кладбище Чжэнфусы в Пекине.